# Mach (cráter)

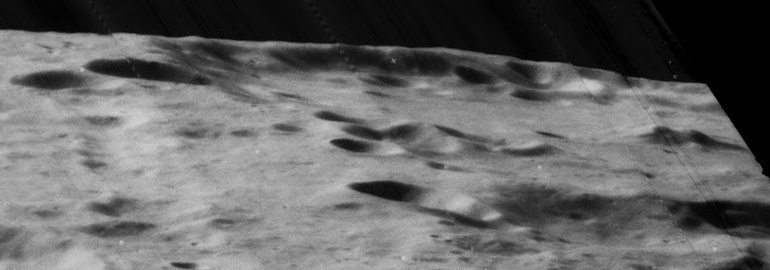
Vista oblicua desde el Lunar Orbiter 5 del sudoeste de Mach, mirando al oeste.

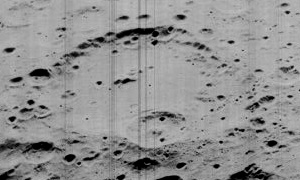
Otra vista oblicua desde el Lunar Orbiter 5.

Mach es un gran cráter de impacto lunar de la clase conocida como una llanura amurallada. Se encuentra en la cara oculta de la Luna y no se puede ver directamente desde la Tierra. La relación de cráteres cercanos incluye a Joule al noreste, Mitra unido al borde exterior occidental, y Henyey al sudoeste.
Se trata de una formación prominente pero erosionada por múltiples cráteres en el borde y el interior. El cráter Harvey atraviesa el borde en su lado este, y sus rampas exteriores ocupan parte del suelo interior de Mach. Su forma general se asemeja a la de una pera, con un prominente abultamiento hacia el noreste. Esta protuberancia puede ser causada por un segundo cráter fusionado. El borde norte es también el más desgastado y castigado por los impactos.
El interior de Mach está marcado por varios pequeños cráteres, particularmente en la protuberancia del noreste. Otra serie de cráteres se localiza en los bordes oeste y noroeste. El resto del suelo interior aparece relativamente nivelado, en comparación con el terreno que rodea a Mach. Presenta una formación de crestas centrales cerca del punto medio del cráter (si no se considera la protuberancia noreste) que crean un gran número de anomalías magnéticas inexplicadas.
Mach se encuentra al noreste de la Cuenca Dirichlet-Jackson.

## Cráteres satélite
Por convención estos elementos son identificados en los mapas lunares poniendo la letra en el lado del punto medio del cráter que está más cercano a Mach.
|      | \| Mach \| Coordenadas \| Diámetro \| \| ---- \| ------------------------------- \| -------- \| \| H \| 14°54′N 144°06′O / 14.9, -144.1 \| 40 km \| |          |
| Mach | Coordenadas | Diámetro |
| H    | 14°54′N 144°06′O / 14.9, -144.1 | 40 km    |